# Międzynarodowa Katolicka Konferencja Skautingu
Międzynarodowa Katolicka Konferencja Skautingu (ICCS, ang. International Catholic Conference of Scouting) – forum wymiany doświadczeń i dyskusji nad kierunkami rozwoju i doskonalenia programu organizacji skautowych, których członkami są katolicy. Do ICCS należą organizacje będące członkami Światowej Organizacji Ruchu Skautowego (WOSM, ang. World Organization of the Scout Movement).
W Polsce członkiem ICCS jest Związek Harcerstwa Polskiego.